# 离东县抗日民主政府旧址
离东县抗日民主政府旧址，位于山西省吕梁市方山县北武当镇新民村，已列为山西省文物保护单位。

## 保护
2021年8月4日，离东县抗日民主政府旧址由山西省人民政府公布为第五批山西省文物保护单位，编号6-306。